# Gabriela Hassel
 (mars 2017).
Si vous disposez d'ouvrages ou d'articles de référence ou si vous connaissez des sites web de qualité traitant du thème abordé ici, merci de compléter l'article en donnant les références utiles à sa vérifiabilité et en les liant à la section « Notes et références ».
Gabriela Hassel de son nom de naissance Gabriela Hasselkus parfois connu sous le nom de Gaby Hassel est une actrice mexicaine, née le 30 novembre 1969 au Mexique.

## Biographie
À l'âge de 5 ans, elle auditionne pour la télénovela Mundo de juguete. Elle figure parmi les finalistes mais n'est pas choisie. Ses parents décide de l'éloigner de l'univers télévisuelle en raison de son jeune âge. Elle commence alors dans les années 1980, avec quelques publicités. Elle fait une carrière de mannequin ce qui l’amène à travailler à Londres, Paris et aux États-Unis. À 16 ans, elle apparaît dans un clip de Pedro Fernandez. Ses débuts d'actrice commence en 1985 dans le film Innocent. La même année, elle participe au film Una Sabados Mas dans le rôle de Corina où elle partage la scène avec Pedro Fernandez, Tatiana et José Elías Moreno. 
En 1986, elle participe au film La mafia tremble. En 1988, elle partage à nouveau l'affiche avec Pedro Fernandez dans Vaccaciones de Terror. L'année suivante, Elle fait son premier feuilleton Simplement Maria, produit par Valentin Pimstein. En 1990, elle joue dans le feuilleton La fuerza del amor dans le rôle de Fabiola. En 1992, elle joue dans La sonrisa del Diablo. En 1994, elle fait partie des protagonistes de la télénovela Agujetas rose. Là, elle joue la méchante de la première saison, Vanessa, une jeune fille intrigante et envieuse.
En 1996, elle participe à un épisode de la série Mujer, casos de la vida. La même année, elle prend part à la télénovela Azul, produite par Yuri Breña. 

## Filmographie
- 1986 : Las innocentes (créditée Gabriela Hasselkus)
- 1988 : Un sabado mas : Corina (créditée Gaby Hassel)
- 1989 : Virgil, la malédiction : Alexandra
- 1989 : Simplemente María (TV) : Iris (1 épisode)
- 1990 : Vacaciones de terror : Paulina
- 1990 : Infierno en la frontera
- 1990 : Asesinos de Narcos : Lorena
- 1990 : La fuerza del amor (série TV) : Fabiola
- 1992 : La sonrisa del diablo (série TV) : Marilí Uribe (2 épisodes)
- 1994 : Agujetas de color de rosa (série TV) : Vanessa
- 1996 : Tric Trac (série TV)
- 1996 : Mujer, casos de la vida real (série TV) (1 épisode)
- 1996 : Azul (série TV) : Yeni
- 1998 : Perla (série TV) : Rosenda Santiago
- 2002 : Súbete a mi Moto (série TV) : Emilia
- 2005 : La vida es una canción (série TV) : (1 épisode)
- 2004 / 2005 : Los Sánchez (série TV)
- 2005 : Lo Que Callamos Las Mujeres (série TV) : (2 épisodes)
- 2007 : Cambio de vida (série TV) : (1 épisode)
- 2016 : Un Día Cualquiera (série TV) : Miriam /femme 2 (2 épisodes)

## Distinctions
- 1991 : Prix de la meilleure méchante pour La fuerza del amor
- 1995 : Prix de la meilleure méchante pour Agujetas de color de rosa